# Teilrepubliken der Tschechoslowakei
Die Teilrepubliken der Tschechoslowakei bestanden nicht während der ganzen Zeit der Existenz des Staates (1918–1992). Über lange Perioden hinweg gab es für die sogenannten tschechischen Länder (Böhmen, Mähren) sowie die Slowakei keine eigene Regierung, sondern eine einzige zentrale Regierung des Gesamtstaates (sie waren somit keine Teil-Republiken).
Die folgende Kurzübersicht berücksichtigt weder das Protektorat Böhmen und Mähren beziehungsweise den Slowakischen Staat (beide 1939–1945) noch die Tschechoslowakei 1918–1939 beziehungsweise 1945–1960 und auch nicht die 1993 entstandenen selbständigen Staaten Tschechien (Tschechische Republik) und die Slowakei (Slowakische Republik).

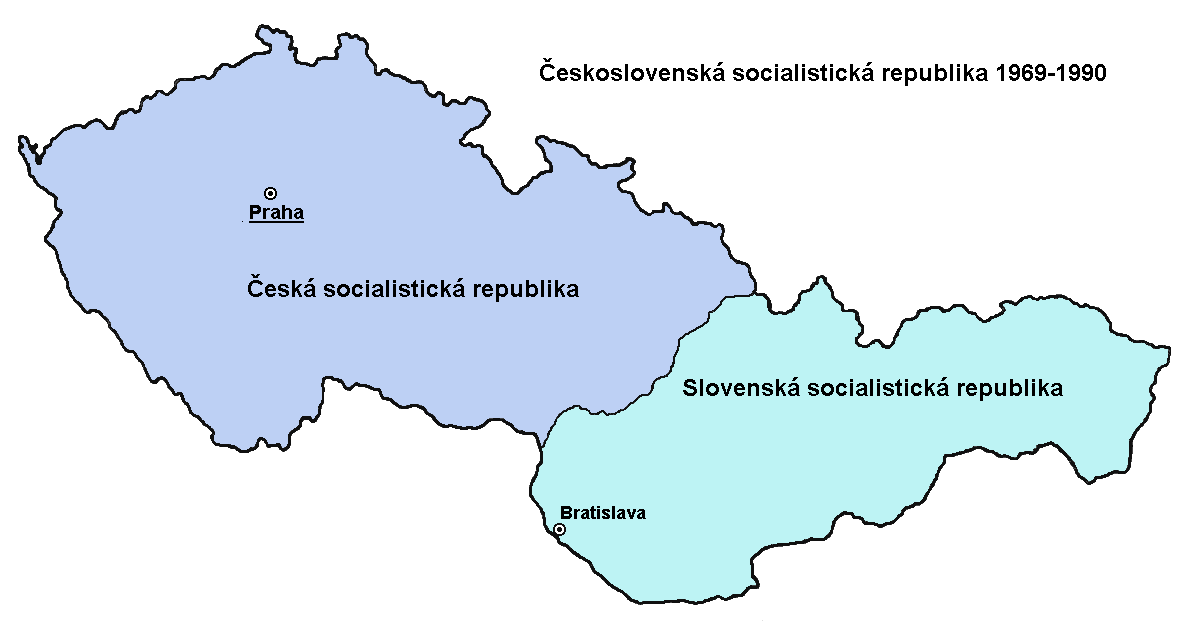
Die beiden Teilrepubliken der Tschechoslowakischen Sozialistischen Republik

Die Tschechoslowakische Sozialistische Republik 1960–1990
Nachdem zum 11. Juli 1960 nach der Annahme einer neuen Verfassung die Tschechoslowakei (richtig: Tschechoslowakische Republik) in Tschechoslowakische Sozialistische Republik umbenannt wurde, wurden während der Zeit des Prager Frühlings Forderungen nach einer föderalen Ordnung laut. Dies geschah dann zum 1. Januar 1969 und es wurden die Teilstaaten
- Tschechische Sozialistische Republik und
- Slowakische Sozialistische Republik

errichtet, die eigene Regierungen erhielten.
Die Tschechische und Slowakische Föderative Republik 1990–1992
Die Tschechoslowakische Föderative Republik entstand am 29. März 1990 und wurde bereits am 22. April 1990 nach dem sogenannten Gedankenstrich-Krieg in Tschechische und Slowakische Föderative Republik umbenannt. Die bisherigen Teilstaaten, die 1969 bis 1990 existierten, wurden in
- Tschechische Republik und
- Slowakische Republik

umbenannt. Neben der zentralen Regierung hatten beide Teilstaaten ihre eigenen Regierungen. Diese föderative Republik zerfiel zum 1. Januar 1993, nachdem die unabhängigen Staaten
- Tschechische Republik (Tschechien) und
- Slowakische Republik (Slowakei)

entstanden.